# Stölting Service Group
El Stölting Service Group (código UCI: SSG) fue un equipo ciclista profesional de Dinamarca, disuelto a finales de 2016.

## Historia
El equipo se fundó en el año 2000 bajo el nombre de Cycling Horsens, en 2001 Glud & Marstrand tomó el relevo como patrocinador principal, patrocinio que permaneció durante doce temporadas; a partir de 2013 el patrocinio principal es por parte de Cult Energy, una empresa dedicada a la elaboración de bebidas energéticas. Desde 2015 el equipo estará en la categoría Profesional Continental, después de estar durante toda su historia en tercera división y ser de categoría continental desde 2005.
Como victorias importantes se destacan Campeonato de Dinamarca en Ruta con Sebastian Lander en 2012, también se llevaron las victorias en la categoría sub-23 y la contrarreloj por equipos el mismo año. Su mejor temporada ha sido en 2014 donde lograron terminar en el puesto 13 del UCI Europe Tour. 
El equipo esta actualmente dirigido por los exciclistas Christa y Michael Skelde. Entre los ciclistas destacados que han estado en el equipo se encuentran Alexander Kristoff, Christopher Juul Jensen, Mads Christensen, Sebastian Lander, Magnus Cort entre otros.
Desde finales del año 2016 el equipo anunció que desaparecía.

## Sede
La sede del equipo se encontraba en Horsens, Jutlandia.

## Material ciclista
El equipo utilizaba bicicletas Python.

## Clasificaciones UCI

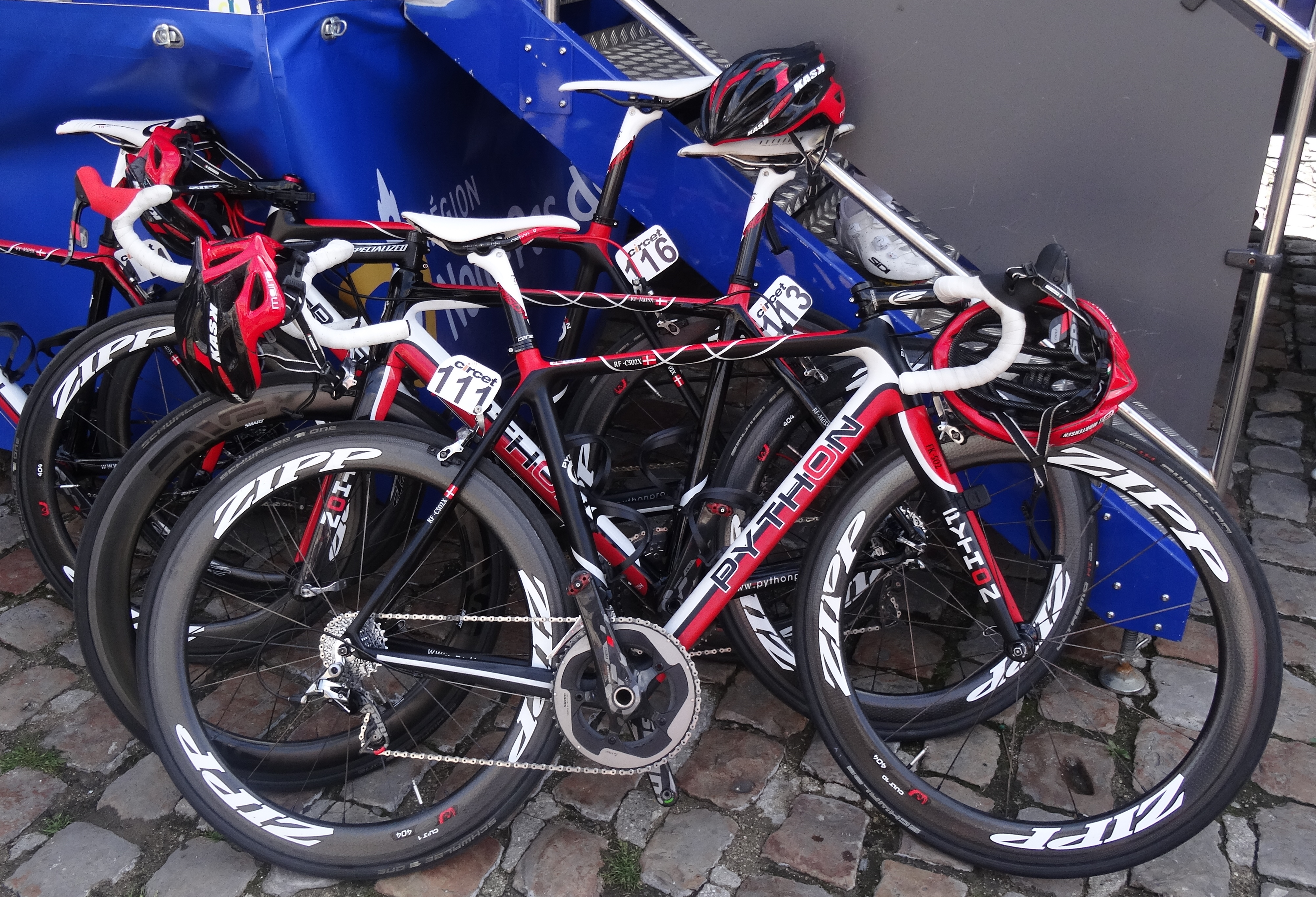
Bicicletas del equipo.

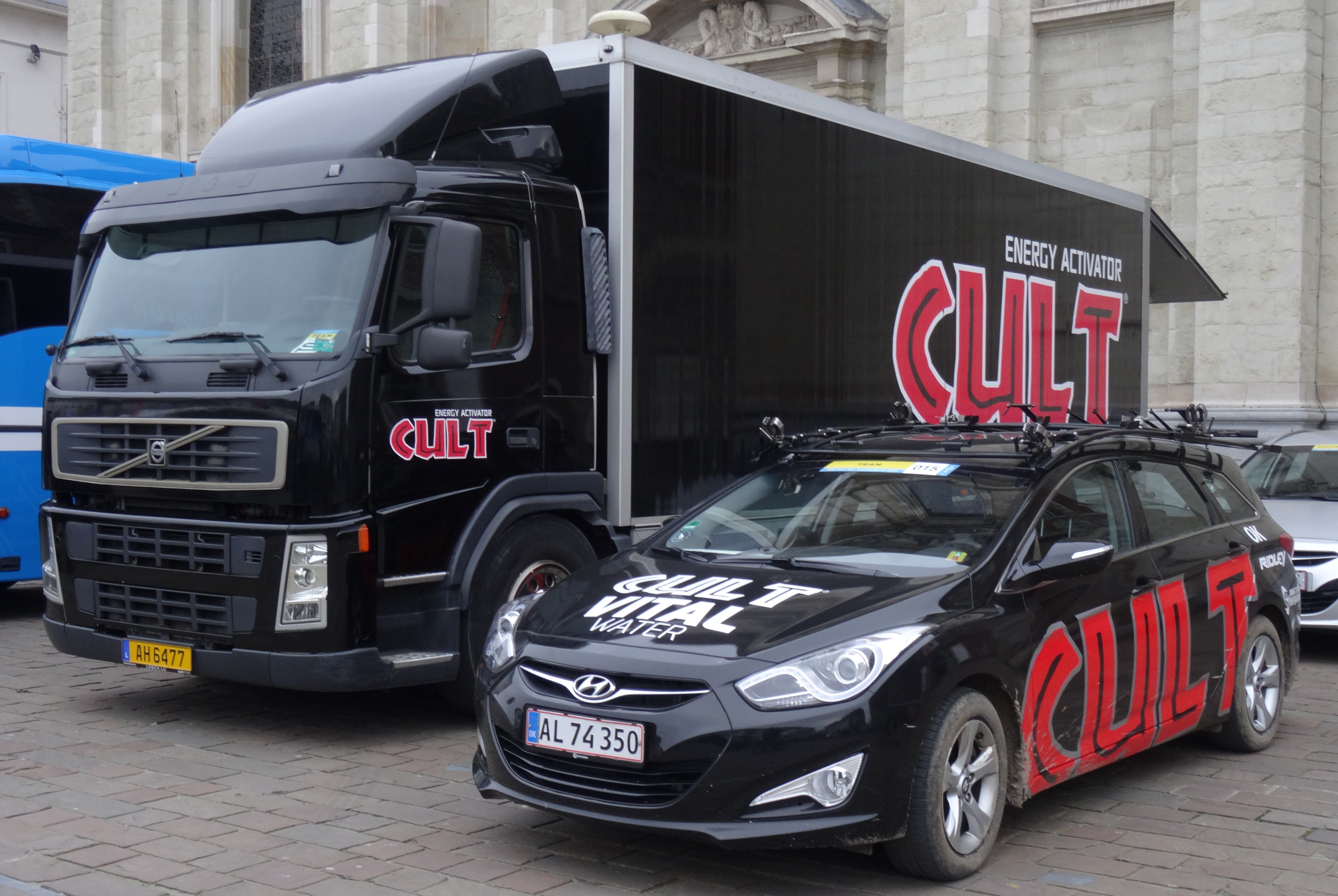
Vehículos del equipo.

A partir de 2005 la UCI instauró los Circuitos Continentales UCI, donde el equipo ha estado desde el principio, registrado dentro del UCI Europe Tour. Estando en las clasificaciones del UCI America Tour Ranking, del UCI Europe Tour Ranking y del UCI Asia Tour Ranking. Las clasificaciones del equipo y de su ciclista más destacado son las siguientes:

### UCI Europe Tour
| Temporada | Clasificación por equipos | Mejor corredor  | Posición |
| 2009-2010 | 39.º                      | Lasse Bøchman   | 157.º    |
| 2010-2011 | 38.º                      | Troels Vinther  | 21.º     |
| 2011-2012 | 31.º                      | André Steensen  | 58.º     |
| 2012-2013 | 25.º                      | Michael Valgren | 66.º     |
| 2013-2014 | 13.º                      | Magnus Cort     | 4.º      |

### UCI America Tour
| Temporada | Clasificación por equipos | Mejor corredor          | Posición |
| 2008-2009 | 38.º                      | Christopher Juul Jensen | 296.º    |
| 2009-2010 | 29.º                      | Christopher Juul Jensen | 185.º    |
| 2010-2011 | 21.º                      | Christopher Juul Jensen | 47.º     |
| 2011-2012 | 33.º                      | Patrick Clausen         | 176.º    |

### UCI Asia Tour
| Temporada | Clasificación por equipos | Mejor corredor | Posición |
| 2009-2010 | 58.º                      | Troels Vinther | 241.º    |
| 2010-2011 | 44.º                      | Daniel Foder   | 111.º    |

## Palmarés
Para años anteriores véase: Palmarés del Cult Energy Pro Cycling.

### Palmarés 2016

#### Circuitos Continentales UCI
| Fechas      | Circuito             | Carreras                      | Ganador        |
| 27 de marzo | UCI Europe Tour 2016 | Gante-Wevelgem sub-23         | Mads Pedersen  |
| 20 de mayo  | UCI Europe Tour 2016 | 3.ª etapa del Tour de Noruega | Mads Pedersen  |
| 11 de junio | UCI Europe Tour 2016 | Tour de Fyen                  | Mads Pedersen  |
| 12 de junio | UCI Europe Tour 2016 | G. P. Horsens                 | Alexander Kamp |

#### Campeonatos nacionales
| Fechas      | Carreras                        | Ganador        |
| 26 de junio | Campeonato de Dinamarca en Ruta | Alexander Kamp |

## Plantilla
Para años anteriores, véase Plantillas del Cult Energy Pro Cycling

### Plantilla 2016
| Nombre              | Nacimiento | Nacionalidad | Equipo 2015             |
| Michael Carbel      | 07/02/1995 | Dinamarca    | Cult Energy Pro Cycling |
| Gerald Ciolek       | 19/03/1984 | Alemania     | MTN Qhubeka             |
| Linus Gerdemann     | 16/09/1982 | Alemania     | Cult Energy Pro Cycling |
| Rasmus Guldhammer   | 09/03/1989 | Dinamarca    | Cult Energy Pro Cycling |
| Lasse Norman Hansen | 14/02/1992 | Dinamarca    | Team Cannondale-Garmin  |
| Alexander Kamp      | 1412/1993  | Dinamarca    | ColoQuick               |
| Alex Kirsch         | 12/06/1992 | Luxemburgo   | Cult Energy Pro Cycling |
| Thomas Koep         | 15/09/1990 | Alemania     | Team Stölting           |
| Lennard Kamna       | 09/09/1996 | Alemania     | Team Stölting           |
| Romain Lemarchand   | 26/07/1987 | Francia      | Cult Energy Pro Cycling |
| Christian Mager     | 08/04/1992 | Alemania     | Cult Energy Pro Cycling |
| Mads Pedersen       | 18/12/1995 | Dinamarca    | Cult Energy Pro Cycling |
| Rasmus Quaade       | 07/01/1990 | Dinamarca    | Cult Energy Pro Cycling |
| Michael Reihs       | 25/04/1979 | Dinamarca    | Cult Energy Pro Cycling |
| Sven Reutter        | 13/08/1996 | Alemania     | Team Stölting           |
| Jonas Tenbrock      | 16/12/1995 | Alemania     | Team Stölting           |
| Fabian Wegmann      | 20/06/1980 | Alemania     | Cult Energy Pro Cycling |

Stagiaires

Desde el 1 de agosto, los siguientes corredores pasaron a formar parte del equipo como stagiaires (aprendices a prueba).
| Corredor            | Nacimiento | Nacionalidad | Equipo 2016          |
| ------------------- | ---------- | ------------ | -------------------- |
| Moritz Backofen     | 21/03/1995 | Alemania     | Team Kuota-Lotto     |
| Alexande Weifenbach | 02/12/1990 | Alemania     |                      |
| Willi Willwohl      | 31/08/1994 | Alemania     | LKT Team Brandenburg |